# Meloe quadricollis
Meloe quadricollis är en skalbaggsart som beskrevs av Van Dyke 1928. Meloe quadricollis ingår i släktet Meloe och familjen oljebaggar. Inga underarter finns listade i Catalogue of Life.